# اسکیپ سودات
اسکیپ سودات (انگلیسی: Skipp Sudduth؛ زادهٔ ۲۳ اوت ۱۹۵۶) یک هنرپیشه اهل ایالات متحده آمریکا است.
از فیلم‌ها یا برنامه‌های تلویزیونی که وی در آن نقش داشته است، می‌توان به پاک کننده، رونین، قطار پول، دیدبان سوم، مکانی خشک و خنک، سوزان تنبل و کواری اشاره کرد.